# Railjet 2. generáció

Railjet-logó

A második generációs Railjetek az Osztrák Szövetségi Vasutak (ÖBB) távolsági közlekedésre szolgáló mozdonyvontatású ingavonatai, amelyeket 2024 áprilisa óta használnak a Brenner-vasútvonalon. Ezek az első generáció továbbfejlesztett változatai, és a Siemens Viaggio Next Level járműcsaládból származnak.

## Története
2018 júliusában az ÖBB bejelentette, hogy 21 új távolsági vonatot rendelt a Siemens-től nappali és éjszakai közlekedésre. A nappali közlekedésre szánt nyolc vonat is a Railjet márkanév alatt fog közlekedni.
Az első generációs Railjetekkel ellentétben a második generációs vonatok kilenc kocsiban több mint 500 ülőhellyel rendelkeznek, amelyek közül hét kocsi alacsony padlóval rendelkezik. Továbbá a második generációs Railjetekben új belső térkoncepciót valósítanak meg. Az utasok választhatnak a termes- és a fülkés kocsik közül.
A gyártás 2019-ben kezdődött, és az első vonatok 2022-ben álltak volna szolgálatba. A szállítás azonban éveket késett, és az első üzembe helyezés csak a 2024-es húsvéti szünetben történt meg. Az ÖBB járműhiánya miatt az egységeket Bécs és Feldkirch között erősítésként használták. 2024. április 5-én került sor a hivatalos premierjáratra Münchenből Veronába, amelynek keretében a Railjetet egy sajtótájékoztatón mutatták be Innsbruckban.
2024. április 8-án az új vonatok először 3 vonatpárral indultak el a Brenner-vasútvonalon, a már meglévő Eurocity-szerelvények mellett. Fokozatosan az összes Eurocity vonatpárt Railjet vonatpárokra cserélik.
2023. december 22-én további 19 második generációs vonatot rendeltek meg a Siemens-szel kötött keretszerződés keretében. Ezen vonatok szállítása 2028 közepére fejeződik be. Ezeket a vonatokat a Südbahn vonalon fogják üzemeltetni.
2025 júliusában bejelentették a megrendelés módosítását, amelynek eredményeként összesen 40 vonatszerelvényt (ebből 12 darab 9 részes és 28 darab 7 részes konfigurációban) szállítanak le 2030-ig.
Az ingavonati üzemeltetés még nem lehetséges, mivel a vezérlőkocsik még nem rendelkeznek vezető járműként való engedéllyel.

## Kocsikategóriák
Minden szerelvény három osztályt kínál: Economy Class, First Class és Business Class.
Egy Railjet 532 ülőhelyet és három kerekesszékes helyet kínál. Egy szerelvényben hat kerékpár is elhelyezhető.
Minden ülés konnektorral, USB-A töltőaljzattal és olvasólámpával van felszerelve. A kétszemélyes ülőhelyek induktív töltési lehetőséget is kínálnak. Az első generációs Railjet-től eltérően a kétszemélyes ülőcsoport egy padból áll, nem pedig két különálló ülésből. A vonat az Eurofima kocsikhoz hasonlóan fülkékkel rendelkezik. Az alacsony padlós kocsikban a kocsi padlója a forgóvázak között le van süllyesztve, ezért a forgóvázak feletti részekhez lépcsők vezetnek.

### Economy Class
Az „Economy Class” 430 ülőhelyet kínál 2+2 üléselrendezéssel. Ebből 60 hely az új hatfős fülkékben található a kocsik végén. Ebben az osztályban található egy pihenőzóna és egy családi zóna is.

### First/Business osztály
A „First osztály” 102 ülőhelyet kínál 2+1 üléselrendezéssel. A bőrülések az „Economy osztályhoz” képest nagyobbak és tágasabban állíthatók. A „First osztály” szintén rendelkezik pihenőzónával. 16 ülőhely a négyfős fülkékben található, amelyekben a Business osztály utasai utaznak. A székek azonban nem különböznek az első osztály székétől, mint az első generációs Railjet esetében volt.
A fedélzeti bisztró tizenkét férőhelyes, és a két kocsikategória között található. Ezenkívül a vonat egységekben snack automaták is rendelkezésre állnak.

Kocsiosztályok
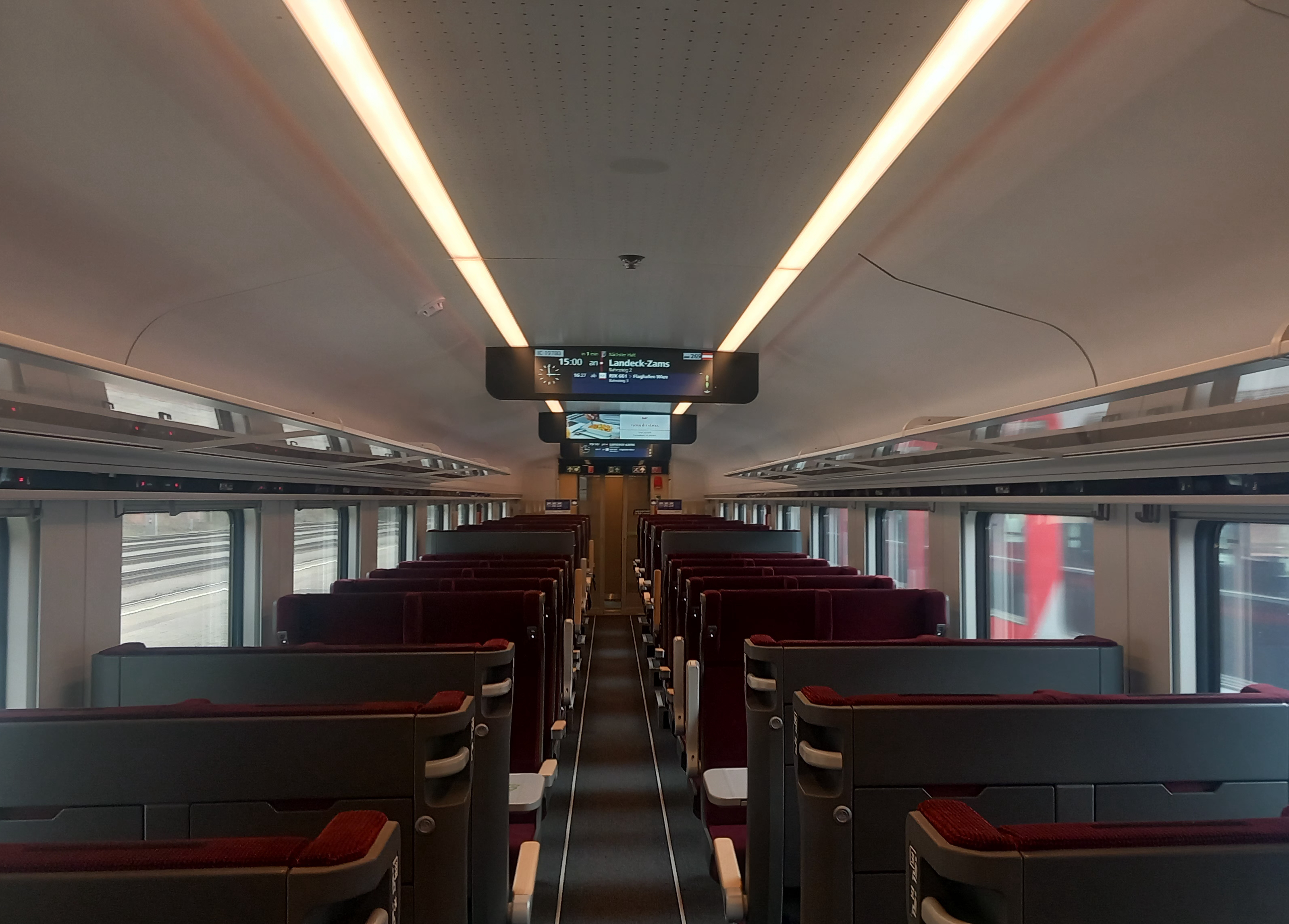
Economy Class
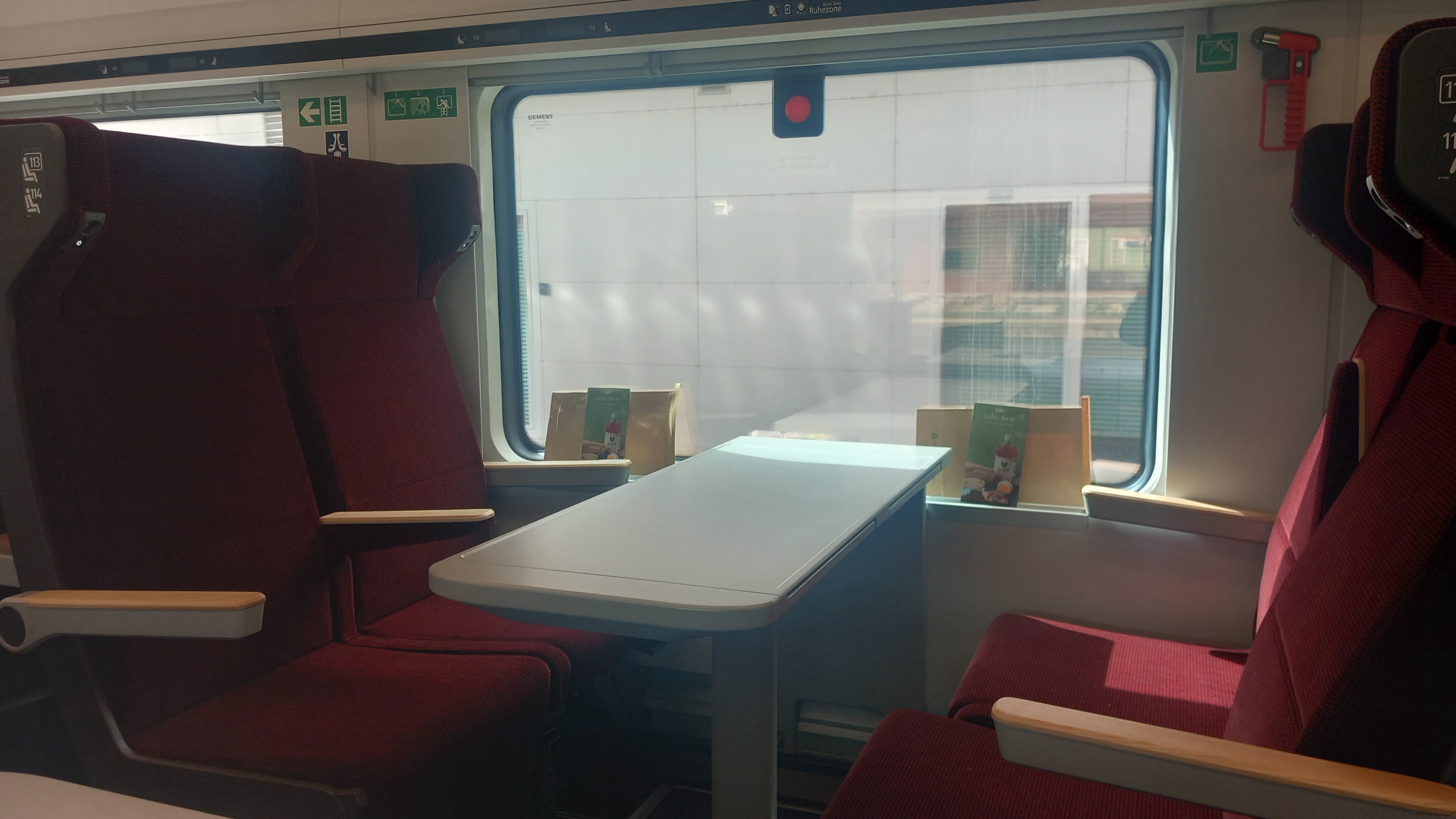
Négyüléses tér azEconomy Class osztályon
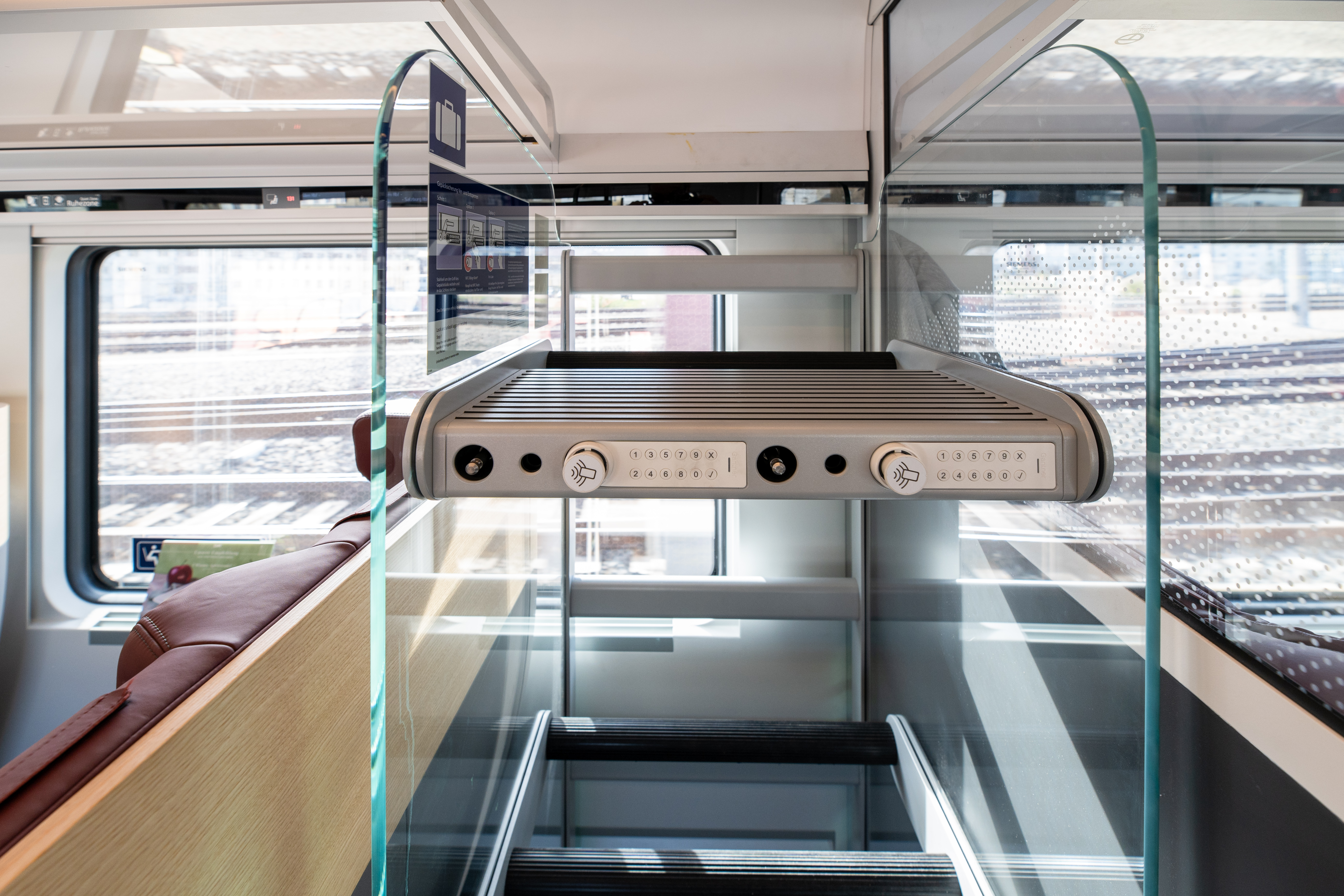
Bőröndtartó
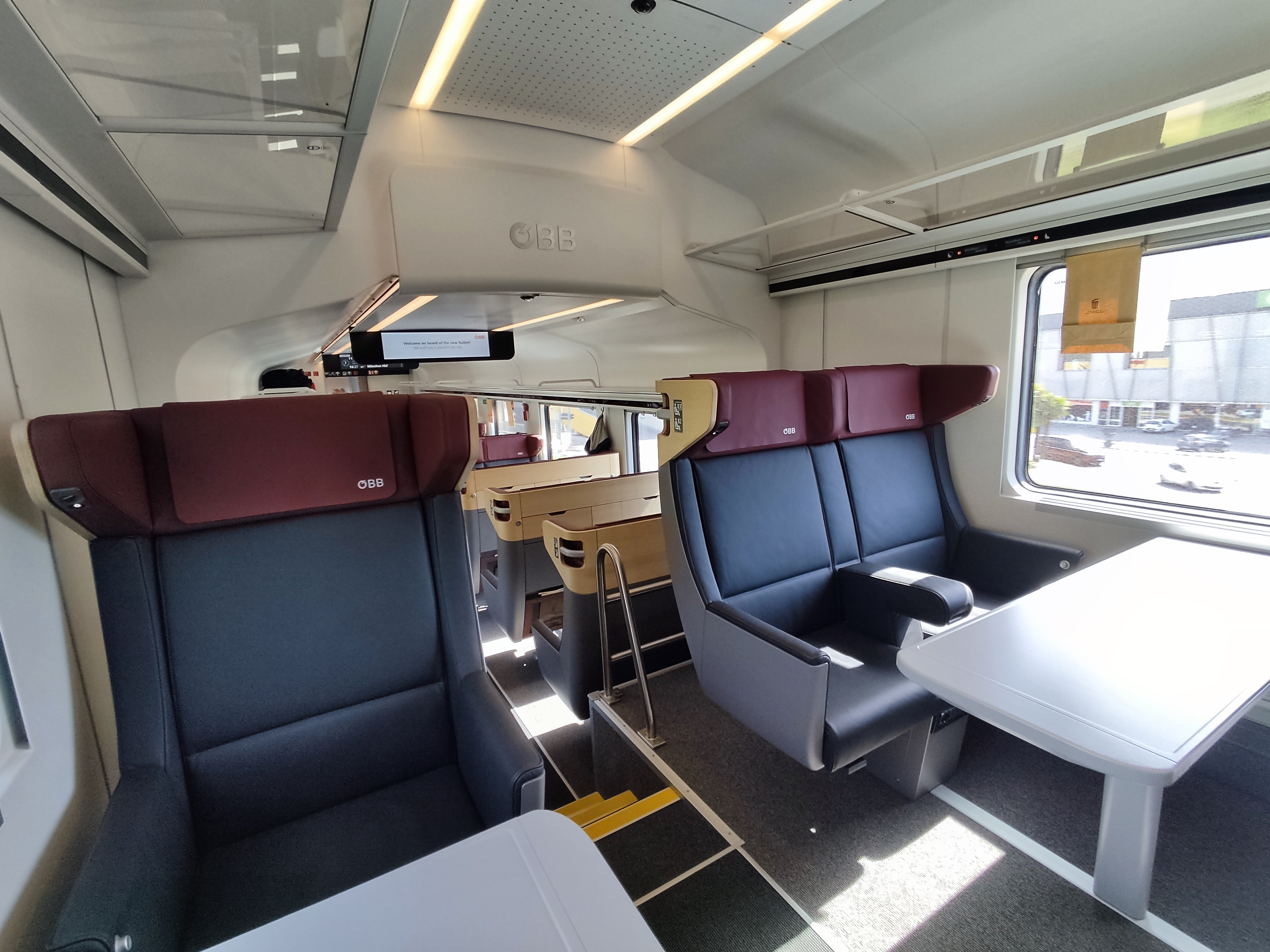
First Class
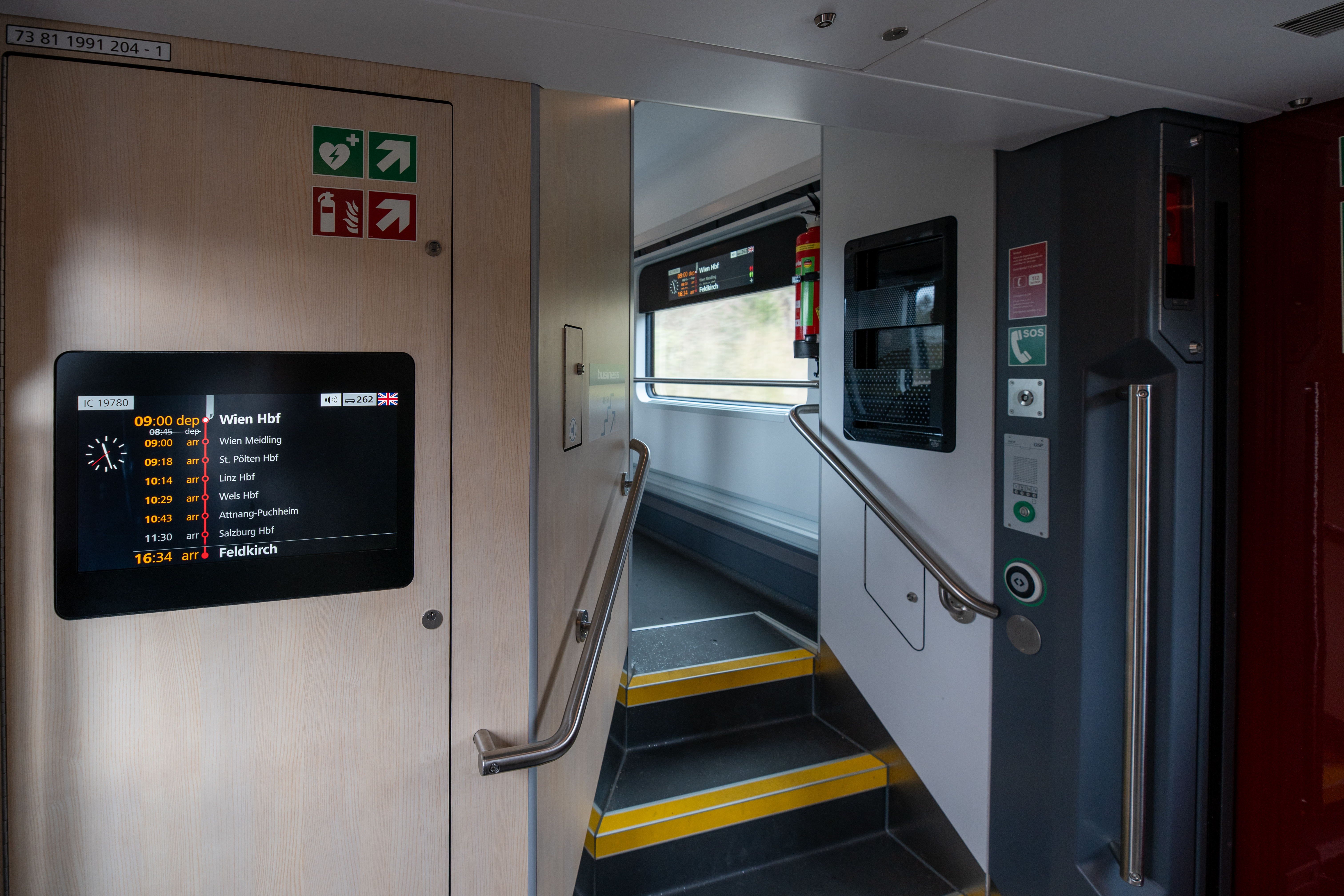
Lépcső az utastérhez

## Kialakítás
A külső kialakítás megegyezik az első generációéval, azonban a vezetőállás külsőleg is a Siemens Vectron mozdonyokhoz igazodik, az első generációs egységek Taurus mozdonyai helyett.
A második generációs Railjet belső kialakítását a brit PriestmanGoode tervezőiroda fejlesztette ki. Ennek során tágasabb bejárati területeket, jobb üléseket, minden ülésnél konnektorokat és új kialakítású fedélzeti éttermet terveztek.
A új kialakítást kritizálták a utastérben hiányzó szemetesek miatt. Ezek helyett minden ülésnél szemeteszsákok találhatók, amelyeket a vonatkísérő személyzet rendszeresen összegyűjt. A kocsik végén azonban még mindig vannak szemetesek.

## Kocsik megnevezése

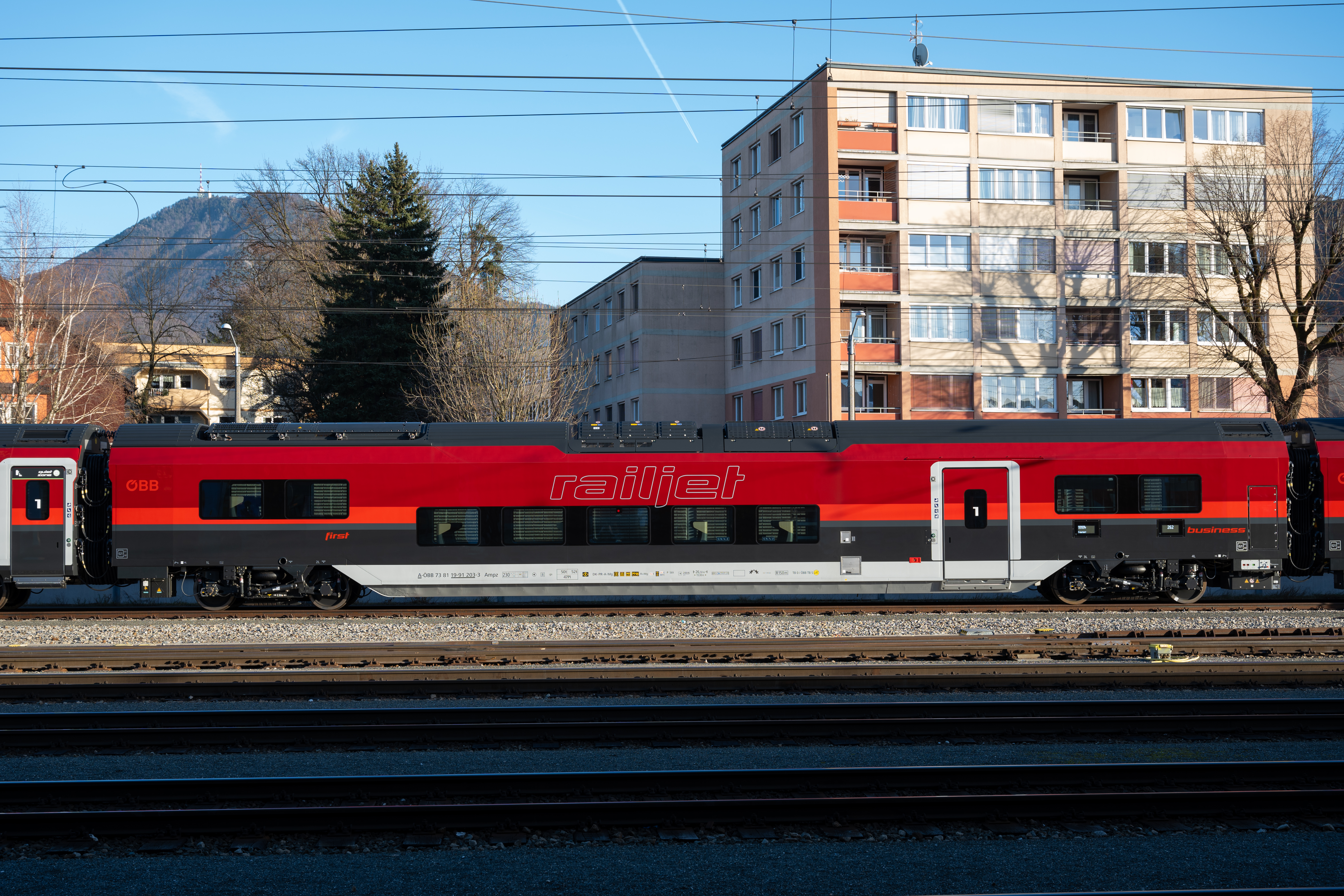
1. osztályú kocsi alacsony padlóval

A kilenc kocsi helyfoglalás céljából 261-től 269-ig van számozva. Az egységeket a tervek szerint 1216 és 1293 sorozatú mozdonyokkal vontatják. Az első generációs Railjet egységekkel ellentétben az első osztályú helyek a mozdony felé eső oldalon találhatók.
- Mozdony
- 261-es kocsi: A-ÖBB 73 81 19-91 1xx-x Ampz (végkocsi, pihenőzóna, első osztály/üzleti osztály); 55 ülőhely
- 262-es kocsi: A-ÖBB 73 81 19-91 2xx-x Ampz (első osztály/üzleti osztály); 47 ülőhely
- 263-as kocsi: A-ÖBB 73 81 85-91 3xx-x BRmpz (fedélzeti étterem, turistaosztály); 30 ülőhely
- 264-es kocsi: A-ÖBB 73 81 28-91 4xx-x Bbmpvz (3 kerekesszékes hely, 6 kerékpárhely, turistaosztály); 42 ülőhely
- 265-ös kocsi: A-ÖBB 73 81 22-91 5xx-x Bmpz (turistaosztály); 72 ülőhely
- 266-os kocsi: A-ÖBB 73 81 22-91 6xx-x Bmpz (családi zóna, turistaosztály); 72 ülőhely
- 267-es kocsi: A-ÖBB 73 81 22-91 7xx-x Bmpz (családi zóna, Economy Class); 72 ülőhely
- 268-as kocsi: A-ÖBB 73 81 22-91 8xx-x Bmpz (pihenőzóna, Economy Class); 72 ülőhely
- 269-es kocsi: A-ÖBB 73 81 80-91 9xx-x Bfmpz (vezérlőkocsi, pihenőzóna, turistaosztály); 70 ülőhely[9][10]

(A számozási rendszerről lásd: Vasúti személykocsik UIC jelölései)
A vezérlő- és a vonat végén közlekedő (üzemi csatlakozási oldalon elhelyezkedő) kocsikban a forgóvázak közötti kocsipadló nincs lesüllyesztve. Az Apmz végkocsi üzemi csatlakozási végén – ellentétben az első generációs egységekkel – menet közben is használható gumiharmonikas átjáró található.

## Alkalmazása

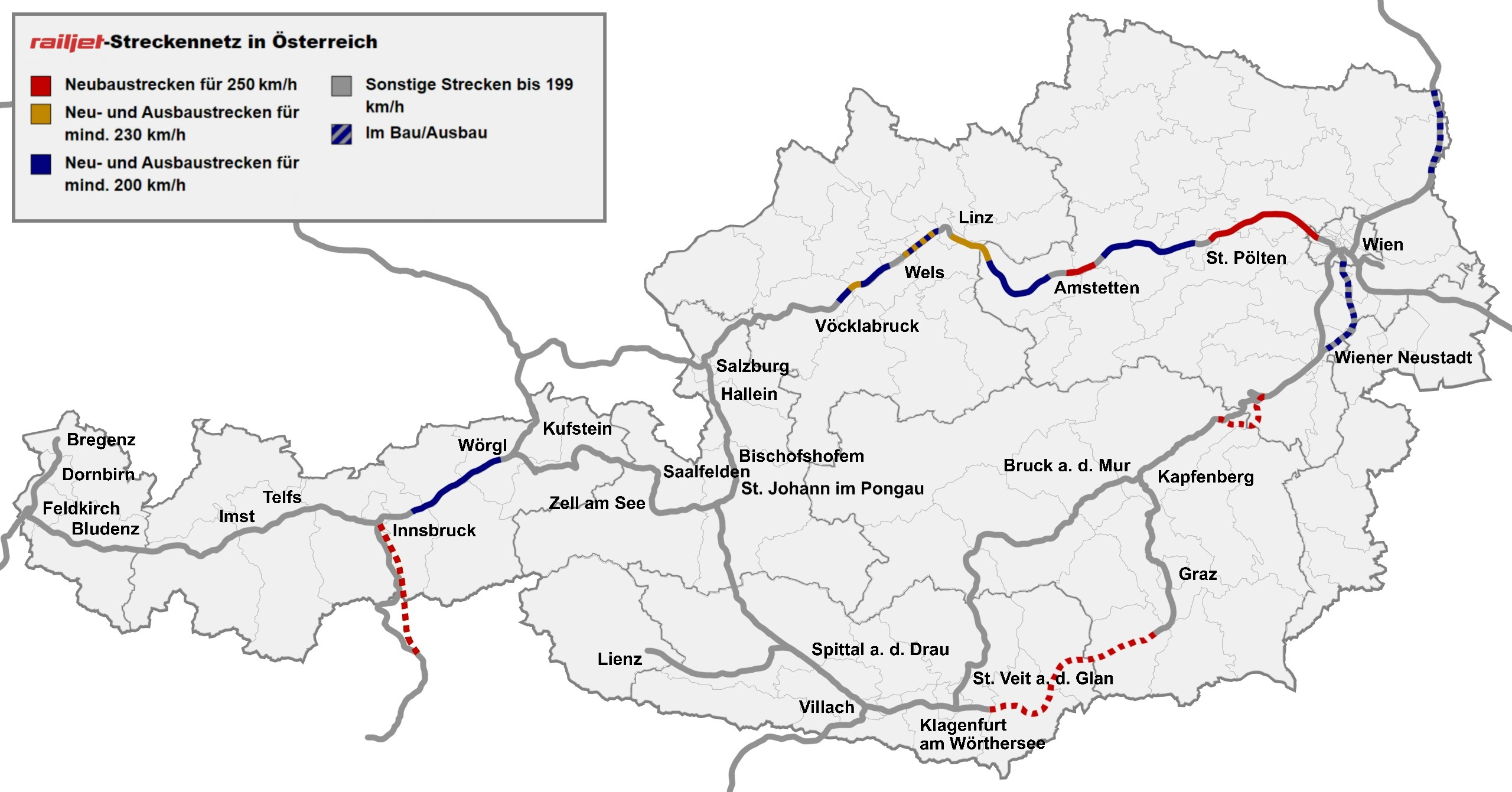
A Railjet hálózat

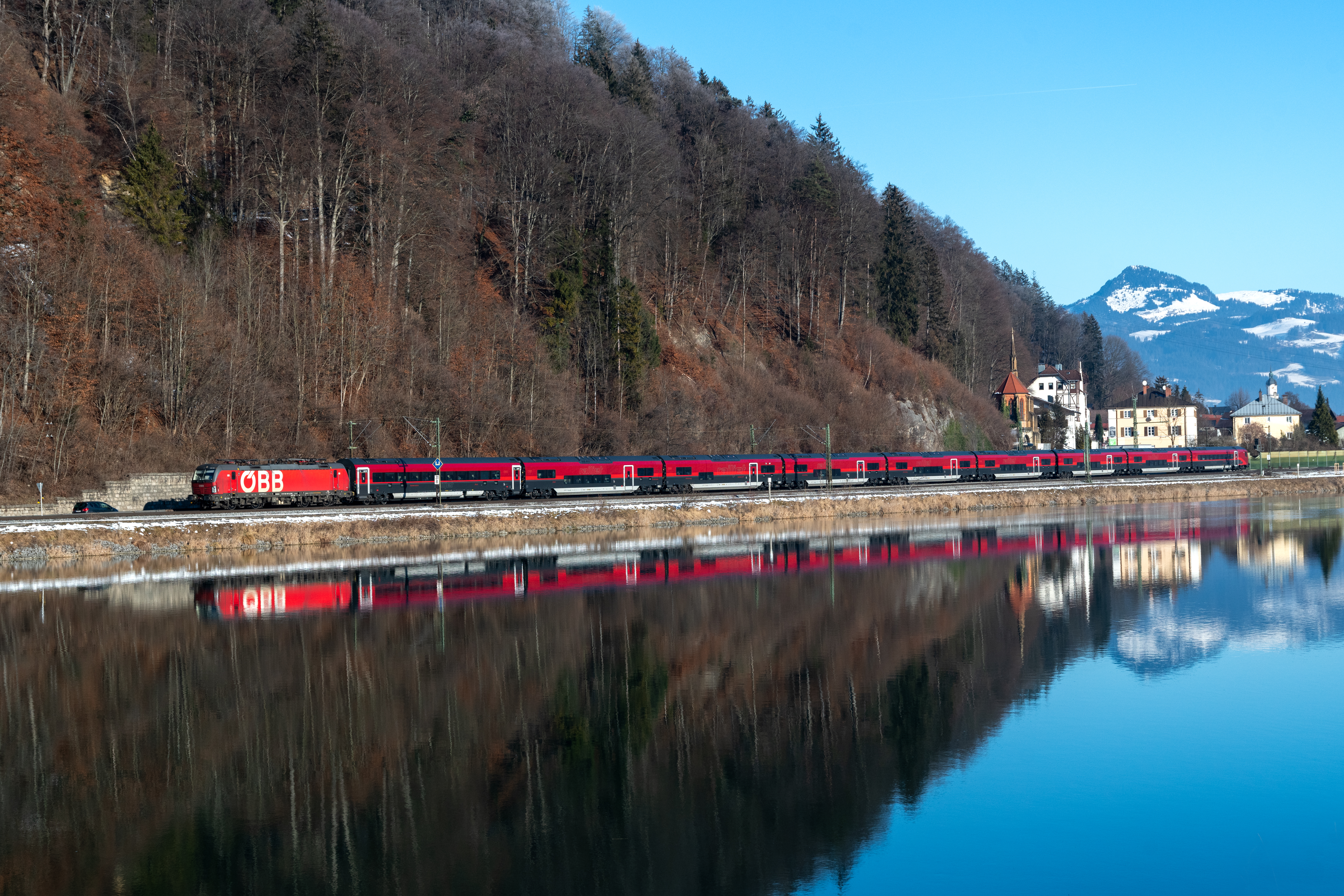
ÖBB 1293 sorozatú mozdony egy RJ-szerelvénnyel Kufstein közelében (2024)

A második generációs Railjetek 2024 áprilisa óta közlekednek a Brenner-vasútvonalon. Kétóránként ütemesen közlekednek München és Olaszország (Verona, Rimini, Bologna és Velence) között, azonban egy vonatpár csak Innsbruckig közlekedik. Egy Velencébe tartó vonatpárt még mindig EuroCity-szerelvények (EC 80 és EC 81) szolgálnak ki. További szerelvények leszállításával ezek a Koralm-alagúton át a déli vonalon is közlekedni fognak.
Lásd még: Railjet